# Спингла (приток Дубинги)
Спингла (лит. Spengla) — река в восточной Литве, протекает по территории Молетского и Швенчёнского районов. Левый приток Дубинги (бассейн Вилии). Длина реки составляет 10,8 км.
Вытекает из заболоченной местности на юге Молетского района (группа озёр Орина, Правалас, Правалюкас). Протекает через озеро Спинглас и течёт в южном направлении. Впадает в Дубингу слева. На берегу реки расположено село Спинглас.